# Otočić Mišjak Veli
Otočić Mišjak Veli är en ö i Kroatien.   Den ligger i länet Šibenik-Knins län, i den södra delen av landet, 240 km söder om huvudstaden Zagreb. Arean är 0,39 kvadratkilometer.
Terrängen på Otočić Mišjak Veli är platt. Öns högsta punkt är 51 meter över havet. Den sträcker sig 0,6 kilometer i nord-sydlig riktning, och 1,1 kilometer i öst-västlig riktning.